# 1992年中国学生保护法案
1992 年中国学生保护法案（英語：Chinese Student Protection Act of 1992，简称“CSPA”），全称除非情况允许部分中华人民共和国国民安全归国否则对其提供就《移民与国籍法》现行状况修正调整法案，是一项由时任美国联邦众议员的加利福尼亚州籍民主党人南希·佩洛西提出的、旨在给予所有在1989年6月5日至1990年4月11日之间任意一天在美国境内，1990年4月11日之后在美国持续居住，且1990年4月11日至法案通过时在中华人民共和国停留不超过90天的中华人民共和国公民永久居留权的法案。
这项法案獲跨黨派壓倒性的通过，还使得时任美国总统乔治·H·W·布什于1990年签署的第12711号行政命令中规定的“暂时禁止将中国国民驱逐出境”成为永久性条款。
本法案中规定，给予中国国民的永久居留权名额如超出当年规定限额，将从次年的移民名额空间中减去相应数量。制定该法案的目标是为了使流亡海外的中国学生在六四天安门事件之后免遭政治迫害。